# Gira Nocturnal
Gira Nocturnal fue una gira de conciertos del dúo musical español Amaral, enmarcado dentro de la promoción su último disco  Nocturnal (publicado en octubre de 2015). Las primeras fechas fueron anunciadas en diciembre de 2015, sólo dos meses después del lanzamiento del disco. Como estaba previsto, la gira comenzó en marzo de 2016 en Latinoamérica y continuó hasta finales de 2017 por Europa.

## Repertorio
1. Unas veces se gana y otras se pierde
2. Revolución
3. Kamikaze
4. Salir corriendo
5. Siento que te extraño
6. No sé que hacer con mi vida
7. Toda la noche en la calle
8. Nocturnal
9. Lo que nos mantiene unidos
10. El universo sobre mí
11. 500 vidas
12. Estrella de mar
13. Noche de cuchillos
14. Moriría por vos
15. Como hablar
16. La ciudad maldita
17. Hoy es el principio del final
18. Marta, Sebas, Guille y los demás
19. Cuando suba la marea
20. Te necesito
21. Chatarra
22. Días de verano
23. Hacia lo salvaje
24. En tiempo equivocado
25. Salta
26. La niebla
27. Ratonera
28. Sin ti no soy nada
29. Llévame muy lejos
30. Nadie nos recordará

## Fechas
| Fecha                    | Ciudad                 | País         | Lugar                                 |
| ------------------------ | ---------------------- | ------------ | ------------------------------------- |
| 3 de marzo de 2016       | Buenos Aires           | Argentina    | Teatro Vorterix                       |
| 5 de marzo de 2016       | Montevideo             | Uruguay      | Montevideo Music Box                  |
| 10 de marzo de 2016      | Santiago               | Chile        | Teatro Caupolicán                     |
| 11 de marzo de 2016      | Concepción             | Chile        | Centro de Eventos Puerto Marina       |
| 7 de mayo de 2016        | Murcia                 | España       | Recinto ferial de La Fica             |
| 14 de mayo de 2016       | Bilbao                 | España       | Bilbao Arena Miribilla                |
| 19 de mayo de 2016       | Madrid                 | España       | WiZink Center                         |
| 21 de mayo de 2016       | Zaragoza               | España       | Pabellón Príncipe Felipe              |
| 28 de mayo de 2016       | Valencia               | España       | Plaza de Toros de Valencia            |
| 4 de junio de 2016       | Valladolid             | España       | Pabellón polideportivo Pisuerga       |
| 10 de junio de 2016      | Badajoz                | España       | Alcazaba de Badajoz                   |
| 11 de junio de 2016      | Barcelona              | España       | Sant Jordi Club                       |
| 18 de junio de 2016      | Málaga                 | España       | Málaga Auditorium Club                |
| 15 de julio de 2016      | Nigrán                 | España       | Parque Industrial Porto do Molle      |
| 23 de julio de 2016      | Alicante               | España       | Plaza de Toros de Alicante            |
| 25 de julio de 2016      | Santander              | España       | Campa de la Magdalena                 |
| 9 de agosto de 2016      | Calella de Palafrugell | España       | Auditorio Festival Cap Roig           |
| 13 de agosto de 2016     | Huesca                 | España       | Recinto Interpeñas                    |
| 20 de agosto de 2016     | Lucena                 | España       | Estadio Ciudad de Lucena              |
| 24 de agosto de 2016     | Onteniente             | España       | Campo de fútbol El Clariano           |
| 27 de agosto de 2016     | Las Mesas              | España       | Parque del auditorio municipal        |
| 2 de septiembre de 2016  | Aranjuez               | España       | Plaza de Toros de Aranjuez            |
| 3 de septiembre de 2016  | Guadalajara            | España       | Pistas de atletismo Fuente de la Niña |
| 9 de septiembre de 2016  | Ibiza                  | España       | Recinto ferial de Ibiza               |
| 17 de septiembre de 2016 | Albacete               | España       | Recinto Viva la Feria                 |
| 23 de septiembre de 2016 | Granada                | España       | Paseo del Cortijo del Conde           |
| 29 de octubre de 2016    | Vitoria                | España       | Fernando Buesa Arena                  |
| 10 de noviembre de 2016  | Santiago               | Chile        | Teatro Caupolicán                     |
| 18 de noviembre de 2016  | Ciudad de México       | México       | Lunario del Auditorio Nacional        |
| 5 de enero de 2017       | Madrid                 | España       | Teatro Real                           |
| 7 de enero de 2017       | Logroño                | España       | Palacio de los Deportes de La Rioja   |
| 5 de febrero de 2017     | Londres                | Reino Unido  | O2 Shepherd's Bush Empire             |
| 6 de febrero de 2017     | Bristol                | Reino Unido  | Thekla                                |
| 7 de febrero de 2017     | Nottingham             | Reino Unido  | Rescue Rooms                          |
| 12 de febrero de 2017    | Berlín                 | Alemania     | Lido Berlín                           |
| 13 de febrero de 2017    | Ámsterdam              | Países Bajos | Melkweg Ámsterdam                     |
| 14 de febrero de 2017    | Friburgo               | Alemania     | Jazzhaus Freiburg                     |
| 15 de febrero de 2017    | Colonia                | Alemania     | MTC                                   |
| 12 de mayo de 2017       | Calviá                 | España       | Antiguo Aquapark                      |
| 17 de junio de 2017      | Toledo                 | España       | Plaza de Toros de Toledo              |
| 29 de junio de 2017      | Madrid                 | España       | Puerta del Sol                        |
| 1 de julio de 2017       | La Coruña              | España       | Coliseum da Coruña                    |
| 6 de julio de 2017       | Barcelona              | España       | Poble Espanyol                        |
| 8 de julio de 2017       | Hoyos del Espino       | España       | Parque de la sierra de Gredos         |
| 9 de julio de 2017       | Córdoba                | España       | Teatro de la Axerquía                 |
| 15 de julio de 2017      | Ávila                  | España       | Recinto ferial Lienzo Norte           |
| 20 de julio de 2017      | Cádiz                  | España       | Puerto de Cádiz                       |
| 29 de julio de 2017      | La Palma               | España       | Puerto de Tazacorte                   |
| 5 de agosto de 2017      | Burriana               | España       | Playa El Arenal                       |
| 10 de agosto de 2017     | Aranda de Duero        | España       | Recinto ferial de Aranda              |
| 13 de agosto de 2017     | Torrelavega            | España       | Exterior de la feria de Muestras      |
| 19 de agosto de 2017     | Tarazona               | España       | Polideportivo colegio Eduardo Sanchiz |
| 20 de agosto de 2017     | Bilbao                 | España       | Abandoibarra                          |
| 25 de agosto de 2017     | Tomelloso              | España       | Estadio municipal Paco Gálvez         |
| 2 de septiembre de 2017  | Utiel                  | España       | Plaza de Toros de Utiel               |
| 9 de septiembre de 2017  | Picasent               | España       | Polideportivo municipal de Picasent   |
| 14 de septiembre de 2017 | Sevilla                | España       | Centro Andaluz de Arte Contemporáneo  |
| 30 de septiembre de 2017 | Zaragoza               | España       | Sala multiusos del auditorio          |
| 28 de octubre de 2017    | Madrid                 | España       | WiZink Center                         |
| 20 de noviembre de 2017  | Salamanca              | España       | Museo de Historia de la Automoción    |

## Conciertos no celebrados
A continuación se pueden ver los conciertos suspendidos de la gira, con la correspondiente razón.
| Fecha                    | Ciudad           | País   | Recinto                  | Motivo de cancelación | Estado    |
| ------------------------ | ---------------- | ------ | ------------------------ | --------------------- | --------- |
| 15 de septiembre de 2017 | Molina de Segura | España | Polideportivo El Romeral | Meteorología          | Cancelado |